# 劇団赤鬼
劇団赤鬼 （げきだんあかおに）は1995年に神戸大学の演劇サークル「はちの巣座」OB・OGによって旗揚げされた日本の劇団。同サークルは惑星ピスタチオにて活躍した腹筋善之介、佐々木蔵之介 、保村大和も輩出している。発汗エンターテインメントをキャッチコピーに、ドラマティックかつスピーディーな物語を展開。それでいて等身大で共感できる普遍的な登場人物やテーマを基軸にしている。「共感・共鳴・共笑・共泣」と「神戸から飛び出したホットぷれぜんたーず」をフライヤーのコピーに使用していた。世界観や物語はSF的であることが多い。
旗揚げ当初から数年は神戸アートビレッジセンターにおいて活動。2004年1月に新神戸オリエンタル劇場へ進出。以降は同劇場を中心に公演活動を行っている。
1999年、神戸アートビレッジセンターでの公演、サイレントナイトが新聞に取り上げられた。
関西において、いわゆるエンタメ劇団と呼ばれる集団の核となるポジションを築いている。神戸を拠点とする劇団だが、大阪や東京においても公演を行っている。また関西圏での学校公演も行っている。学校公演での評判は上々で、一度依頼すると数年続けて依頼する学校が多い。
2005年の吉村シュークリーム企画　「そして、神の戸びらは開く」は阪神大震災をモチーフにした脚本。長年のファンの間では隠れた名作と評される。これを最後に中心人物であった吉村シュークリームは失踪したとされるが真相は定かではない。
ランディーズ、後藤秀樹など吉本興業の芸人が出演することも多く、京橋花月「よる芝居」において上演された『フェイクハート』では、お～い!久馬、浅越ゴエ、川下大洋（Piper）も出演した。
脚本・演出は複数人でやっているのか「作・演出/劇団赤鬼」と表記されることが多い。
ポスターは神戸のイラストレーターWAKKUN。

## 主な作品
- Silent Knight
- 深海2000メートルのメリークリスマス
- スパイ・マイ・フレンド
- シリウスにむかって撃て！
- Prisoner#5
- Mission_101
- そして、神の戸びらは開く
- リトル･ウェンズデイ
- プレスタージョンはなぜ墜落したのか
- リトルウェンズデイ
- スクラップ・ムーン
- レボリューション・セブン
- クレイジー・クレイジー・フォー・ユー
- フェイクハート
- キャンディ遊園地1705

## 所属メンバー
- 川浪ナミヲ
- けんけんわんわん（制作）
- 高見健次（プロデューサー）
- 行澤孝
- 土性正照
- 山口尋美
- 下村和寿
- 武内奈緒（制作）
- 岡本拓朗
- 児島塁（音響）
- 竹田聡
- 原敏一
- 奥村誠志郎（照明）
- 田川徳子
- 山田結子
- 西国原菜々
- 橋爪未萠里
- 全めいな
- 岩坂鈴香
- 奥村誠
- 小野弓（退団）
- 山田千尋（退団）
- 吉田英子（退団）
- 吉村シュークリーム（失踪）